# Конвой OG 69
Конвой OG 69 (англ. Convoy OG 69) — 69-й атлантичний конвой серії OG транспортних і допоміжних суден у кількості 28 одиниць, який у супроводженні союзних кораблів ескорту прямував від Британських островів до Гібралтару. Конвой вийшов 20 липня 1941 року з Ліверпуля. 25 липня був виявлений німецьким патрульним літаком Fw 200 «Кондор» KG 40 і в результаті скоординованої атаки німецьких підводних човнів 27-28 липня втратив дев'ять суден. Решта конвою прибула до Гібралтару 1 серпня 1941.

## Історія конвою
Конвой OG 69 був виявлений німецькою розвідувальною службою B-Dienst 24 липня, а потім факт виходу союзного конвою у відкрите море був підтверджений літаком патрульним літаком Fw 200 «Кондор» KG 40. Спочатку на перехоплення OG 69 були спрямовані 8 підводних човнів, тоді як ще 6 човнів націлені на конвой SL 80, виявлений того ж дня розвідкою. Втім, SL 80 вдалося уникнути нападу кораблів та авіації противника, і 26 числа операція проти нього була припинена. О 17:45 26 липня стався перший фактичний контакт, коли U-68 вийшов на конвой після наведення Fw 200.
Між 19:30 і 20:40 U-79, U-371 та U-561 підійшли до похідного ордеру конвою. Рано вранці 27 липня U-79 атакував перший. У той же час U-331 також підійшов до суден, але був відігнаний кораблями ескорту. Через 2 години прибули U-126 і U-203, які потопили по одному судну. О 03:30 U-79 та U-203 були атаковані глибинними бомбами кораблів супроводу. Підводні човни продовжували вдень 27 числа переслідувати конвой суден і вночі знову атакували. Остання атака сталася увечері 28 липня, U-203 залпом чотирьох торпед G7e затопив британський суховантаж Lapland і шведський пароплав Norita. Уранці 29 числа U-331 Тізенгаузена вийшов востаннє на контакт, але нікого не потопив. Підводні човни вистрілили 25 торпед, якими потопили 7 суден конвою (11 303 тонни). Кораблі ескорту атакували ворожі човни 6 разів глибинними бомбами і 2 рази з гармат. Тільки U-562 був пошкоджений після атаки глибинними бомбами і був змушений повернутися на базу.

## Кораблі та судна конвою OG 69[1]

### Транспортні судна
Позначення
| Назва                | Прапор          | Тоннаж (GRT) | Прим.                                                                              |
| -------------------- | --------------- | ------------ | ---------------------------------------------------------------------------------- |
| Adjutant (1922)      | Велика Британія | 1 931        |                                                                                    |
| Afghanistan (1940)   | Велика Британія | 6 992        | прослідувало далі до Кейптауна                                                     |
| Arabistan (1929)     | Велика Британія | 5 874        | прослідувало далі до Кейптауна                                                     |
| Charlbury (1940)     | Велика Британія | 4 836        | прослідувало далі до Ріо-де-Жанейро                                                |
| City of Lyons (1926) | Велика Британія | 7 063        | прослідувало далі до Кейптауна                                                     |
| Como (1910)          | Велика Британія | 1 295        | йшло тільки до Лісабона                                                            |
| Dayrose (1928)       | Велика Британія | 4 113        |                                                                                    |
| Empire Dawn (1941)   | Велика Британія | 7 241        | прослідувало далі до Кейптауна                                                     |
| Empire Voice (1940)  | Велика Британія | 6 828        | прослідувало далі до Кейптауна                                                     |
| Erato (1923)         | Велика Британія | 1 335        | 27 липня потоплено U-126                                                           |
| Hawkinge (1924)      | Велика Британія | 2 475        | 27 липня потоплено U-203                                                           |
| Inga I (1921)        | Норвегія        | 1 304        | 27 липня потоплено U-126                                                           |
| Kellwyn (1920)       | Велика Британія | 1 459        | 27 липня потоплено U-79                                                            |
| Lapland (1936)       | Велика Британія | 1 330        | 28 липня потоплено U-203                                                           |
| Larchbank (1925)     | Велика Британія | 5 151        | прослідувало далі до Кейптауна                                                     |
| Norita (1924)        | Швеція          | 1 516        | 28 липня потоплено U-203                                                           |
| Pelayo (1927)        | Велика Британія | 1 345        |                                                                                    |
| Rhineland (1922)     | Велика Британія | 1 381        | йшло тільки до Лісабона                                                            |
| Romney (1929)        | Велика Британія | 5 840        | йшло далі до Александрії                                                           |
| Ruth I (1900)        | Норвегія        | 3 531        | йшло до Кадіса                                                                     |
| Shahristan (1938)    | Велика Британія | 6 935        | перейшло до конвою OS 1 та попрямувало до Кейптауна. 30 липня було потоплено U-371 |
| Sheaf Crown (1929)   | Велика Британія | 4 868        | прослідувало до Уельви                                                             |
| Shuna (1937)         | Велика Британія | 1 575        | повернулося                                                                        |
| Sitoebondo (1916)    | Нідерланди      | 7 049        | перейшло до конвою OS 1 та попрямувало до Кейптауна. 30 липня було потоплено U-371 |
| Thistlegorm (1940)   | Велика Британія | 4 898        | прослідувало далі до Кейптауна                                                     |
| Tintern Abbey (1939) | Велика Британія | 2 471        |                                                                                    |
| Wrotham (1927)       | Велика Британія | 1 884        | 28 липня потоплено U-561                                                           |
| Yorkwood (1936)      | Велика Британія | 5 401        | прослідувало далі до Кейптауна                                                     |

### Кораблі ескорту
| Назва                    | Прапор                                  | Тип корабля               | Прим.             |
| ------------------------ | --------------------------------------- | ------------------------- | ----------------- |
| «Алісма»                 | Військово-морські сили Великої Британії | корвет типу «Флавер»      | 21-26 липня       |
| «Бегонія»                | Військово-морські сили Великої Британії | корвет типу «Флавер»      | 20-28 липня       |
| «Блек Свон»              | Військово-морські сили Великої Британії | шлюп типу «Блек Свон»     | 19-20 липня       |
| «Діанелла»               | Військово-морські сили Великої Британії | корвет типу «Флавер»      | 21-26 липня       |
| HMT Drangey (FY195)      | Військово-морські сили Великої Британії | протичовновий траулер     | 20 липня          |
| «Фльор-де-лі»            | Військово-морські сили Великої Британії | корвет типу «Флавер»      | 27 липня-1 серпня |
| HMS Goodwin              | Військово-морські сили Великої Британії | океанське доглядове судно | 19-20 липня       |
| «Джазмін»                | Військово-морські сили Великої Британії | корвет типу «Флавер»      | 20 липня-1 серпня |
| «Кінгкап»                | Військово-морські сили Великої Британії | корвет типу «Флавер»      | 21-26 липня       |
| HMT Lady Hogarth (FY489) | Військово-морські сили Великої Британії | протичовновий траулер     | 27 липня-1 серпня |
| HMT Lady Shirley (FY464) | Військово-морські сили Великої Британії | протичовновий траулер     | 27-31 липня       |
| «Ларкспур»               | Військово-морські сили Великої Британії | корвет типу «Флавер»      | 20 липня-1 серпня |
| HMT Paynter (FY242)      | Військово-морські сили Великої Британії | протичовновий траулер     | 19-20 липня       |
| «Пімпернель»             | Військово-морські сили Великої Британії | корвет типу «Флавер»      | 20 липня-1 серпня |
| «Рододендрон»            | Військово-морські сили Великої Британії | корвет типу «Флавер»      | 20-30 липня       |
| HMT St Nectan            | Військово-морські сили Великої Британії | протичовновий траулер     | 20 липня-1 серпня |
| «Санфлавер»              | Військово-морські сили Великої Британії | корвет типу «Флавер»      | 21-27 липня       |

## Підводні човни Крігсмаріне та Королівських ВМС Італії, що брали участь в атаці на конвой[11]
| Назва                | Тип             | Командир                                          | Результати атаки                                       |
| -------------------- | --------------- | ------------------------------------------------- | ------------------------------------------------------ |
| U-68                 | типу IXC        | корветтен-капітан Карл-Фрідріх Мертен             | не брав участі в атаці                                 |
| U-79                 | типу VIIC       | капітан-лейтенант Вольфганг Кауфманн              | 27 липня потопив Kellwyn                               |
| U-126                | типу IXC        | капітан-лейтенант Ернст Бауер                     | 27 липня потопив Erato і Inga I                        |
| U-203                | типу VIIC       | капітан-лейтенант Рольф Мюцельбург                | 27 липня потопив Hawkinge; 28 липня — Lapland і Norita |
| U-331                | типу VIIC       | оберлейтенант-цур-зее Ганс Дідріх фон Тізенгаузен | не брав участі                                         |
| U-561                | типу VIIC       | оберлейтенант-цур-зее Роберт Бартельс             | 28 липня потопив Wrotham                               |
| U-562                | типу VIIC       | оберлейтенант-цур-зее Гервіг Колльманн            | не брав участі                                         |
| U-564                | типу VIIC       | оберлейтенант-цур-зее Райнгард Зурен              | не брав участі                                         |
| «Агостіно Барбаріго» | типу «Марчелло» | капітан корвета Джуліо Гільєрі                    | не брав участі                                         |
| «П'єтро Кальві»      | типу «Кальві»   | капітан корвета Джузеппе Каріді                   | не брав участі                                         |